# پاداش (فیلم ۲۰۱۱)
پاداش (اسپانیایی: El premio‎) یک فیلم درام مکزیکی است به کارگردانی و نویسندگی پائولا مارکوویچ که در سال ۲۰۱۱ منتشر شد. این فیلم در بخش رقابتی شصت و یکمین جشنواره بین‌المللی فیلم برلین به نمایش درآمد. در این فیلم لولا ئررا نقش آفرینی کرده‌است.

## جوایز
- جایزه ویژه هیئت داوران هشتمین دوره جشنواره بین‌المللی فیلم زردآلوی طلایی ایروان
- جایزه آکادمی فیلم ملی ارمنستان هشتمین دوره جشنواره بین‌المللی فیلم زردآلوی طلایی ایروان